# Las cinco advertencias de Satanás
Las cinco advertencias de Satanás es una obra de teatro de Enrique Jardiel Poncela, estrenada en el Teatro de la Comedia de Madrid el 20 de diciembre de 1935.

## Argumento
Félix es un hombre de mediana edad que, tras una vida disipada junto a su amigo Ramón al que solía traspasar sus antiguos amoríos, toma la decisión de casarse con la joven Coral y dejar atrás sus tropelías nocturnas. Sin embargo, el Diablo se topa en su camino, haciéndole cinco profecías y poniendo en cuestión todos sus planes. Al ir cumpliéndose las predicciones, y tras una revelación inesperada, se ve en la tesitura de ceder a Ramón el amor por Coral.

## Representaciones destacadas
- Teatro (Estreno, 1935). Intérpretes: Elvira Noriega, Ricardo Canales, Guadalupe Muñoz Sampedro, Jesús Tordesillas, Mariano Azaña, Marco Davó, Carmen Unceta, Aurora Lussich, Antonio Diéguez.
- Cine (1938). Dirección: Isidro Socías. Intérpretes: Modesto Cid, Josefina Conesa, Félix de Pomés, Pastora Peña.
- Teatro (Estreno en Barcelona, 1944). Intérpretes: Isabel Garcés, Ángel de Andrés, Pura Martínez, Isabel Ortega, Manuel D. Velasco.
- Cine (1945). Dirección: Julián Soler. Intérpretes: Fernando Soler, María Elena Marqués, Abel Salazar.
- Cine (1969). Dirección: José Luis Merino. Intérpretes: Arturo Fernández, Cristina Galbó, Eduardo Fajardo.
- Teatro (2011). Dirección: Mara Recatero. Intérpretes: Andoni Ferreño, Pep Munné, Gemma Cáceres, Nicolás Romero, Aloma Romero Soler.